# George Hunt
George Samuel Hunt (Mexborough, 22 febbraio 1910 – Bolton, 19 settembre 1996) è stato un calciatore inglese, di ruolo attaccante.

## Carriera

### Club
Ha sempre giocato nel campionato inglese.

### Nazionale
Conta 3 presenze e una rete con la maglia della propria Nazionale.